# Arthroleptis perreti
Arthroleptis perreti es una especie de anfibio anuro de la familia Arthroleptidae.

## Distribución geográfica
Esta especie es endémica de Camerún. Habita entre los 1400 y 2200 m de altitud en el Monte Manengouba.

## Etimología
Esta especie lleva el nombre en honor a Jean-Luc Perret.

## Publicación original
- Blackburn, Gonwouo, Ernst & Rödel, 2009 : A new squeaker frog (Arthroleptidae: Arthroleptis) from the Cameroon Volcanic Line with redescriptions of Arthroleptis adolfifriederici Nieden, 1911 "1910" and A. variabilis Matschie, 1893. Breviora, n.º 515, p. 1-23[3]